# Nemoria pulverata
Nemoria pulverata là một loài bướm đêm trong họ Geometridae.